# Замок Брааль
Замок Брааль (англ. Braal Castle) — шотландский замок, который расположен в Кейтнессе, область Хайленд, Шотландия. Крепость до сих пор лежит в руинах.

## История

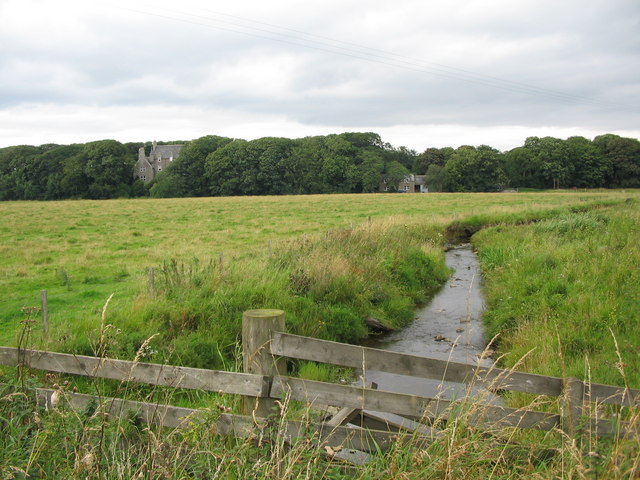
Руины замка Брааль в лесу

Замок был построен в середине XIV века и первоначально назывался Братвелл (англ. Castle of Brathwell). Около 1376 года король Роберт II даровал его своему сыну Дэвиду Стюарту вкупе с прилегающими землями и титулом 1-го графа Кейтнесса. В 1450 году милостью Якова II Брааль и титул графа перешел к сэру Джорджу Крайтону, но он владел замком недолго — после его смерти в 1455 году замок отошёл к клану Синклер.
В XIX веке клан Синклер построил особняк по-соседству, ныне известный как Браальский замок. Крепость позже использовалась как гостиница, но во время Второй мировой войны армия реквизировала замок. В 1970-х годах замок был перестроен в 15 квартир. Однако спустя некоторое время замок полностью превратился в руины.